# La Vengeance du coiffeur
Pour plus de détails, voir Fiche technique et Distribution.
La Vengeance du coiffeur est un film muet français réalisé par un réalisateur non identifié, sorti en 1909.

## Fiche technique
- Titre : La Vengeance du coiffeur
- Réalisation : réalisateur non identifié
- Scénario :
- Photographie :
- Montage :
- Société de production : Société cinématographique des auteurs et gens de lettres (S.C.A.G.L)
- Société de distribution : Pathé Frères
- Pays d'origine :  France
- Langue : film muet avec les intertitres en français
- Métrage : 200 mètres
- Format : Noir et blanc — 35 mm — 1,33:1 — Muet
- Genre :  Comédie
- Durée : 6 minutes 40
- Dates de sortie : 
  -  France : 4 juin 1909

## Distribution
- Louise Willy : la muse
- Charles Prince : Ladoré
- Pierre Simon : le coiffeur
- Moricey : le cousin